# 3978 Klepešta
A 3978 Klepešta (ideiglenes jelöléssel 1983 VP1) a Naprendszer kisbolygóövében található aszteroida. Zdenka Vávrová fedezte fel 1983. november 7-én.